# Fetico
Fetico (anteriormente conocido como Federación de Trabajadores Independientes de Comercio) es un sindicato español. Fue fundado en los años 70 siendo la fusión de distintos sindicatos de comercios, constituyéndose de manera independiente  del sector comercio para los  trabajadores. A fecha de julio de 2024 cuenta con 80 467 afiliados/as  en España, de los cuales 7113 son delegados. Tiene presencia con delegados/as en 468 empresas, con afiliados/as en 3000 empresas

## Historia
Durante la transición democrática se generó un punto de inflexión en España a distintos niveles sociales y políticos, muchos trabajadores no se sentían identificados con la representación sindical que habían tenido hasta el momento. Al amparo de la Ley de asociación sindical que apareció en 1977 surgieron cientos de nuevos sindicatos; Fetico nació bajo el amparo de dicha Ley de Asociación sindical en el año 1978.
Los orígenes del sindicato provienen del mundo del comercio, de la fusión de distintos sindicatos que existían en el momento relacionados con el gran consumo. El 26 de diciembre de 1978 se firmó el acta de constitución de lo que sería la Federación de Trabajadores Independientes de Comercio (Fetico), que contaba con la presencia de la Organización de Trabajadores Independientes de SIMAGO, Unión de Trabajadores de Galeprix (UTIG), Organización de Trabajadores Independientes de El Corte Inglés (OTICI) y la Organización de Trabajadores Independientes de Hipermercados y Grandes Almacenes (OTIGHA).
El 27 de diciembre de 1978 quedaría registrada el acta de constitución y los estatutos de la organización profesional denominada Federación de Trabajadores Independientes de Comercio. El día 28 de diciembre del mismo año Fetico comenzó su actividad.
En el año 1983 el sindicado disponía de 5 sedes y 1549 afliliados, posteriormente en 1987 se convirtió en mayoría en el sector de grandes almacenes, desde ese momento ha ido aumentando la representatividad hasta el 52% en el sector. Este sector se rige por un convenio en el que se ven afectados más de 270.000 trabajadores. A partir de ese mismo año, se extiende su ámbito a las cadenas de supermercado, realizando convenios con distintas empresas y llegando a adquirir un 42,50% de representatividad en la Patronal de Supermercados.

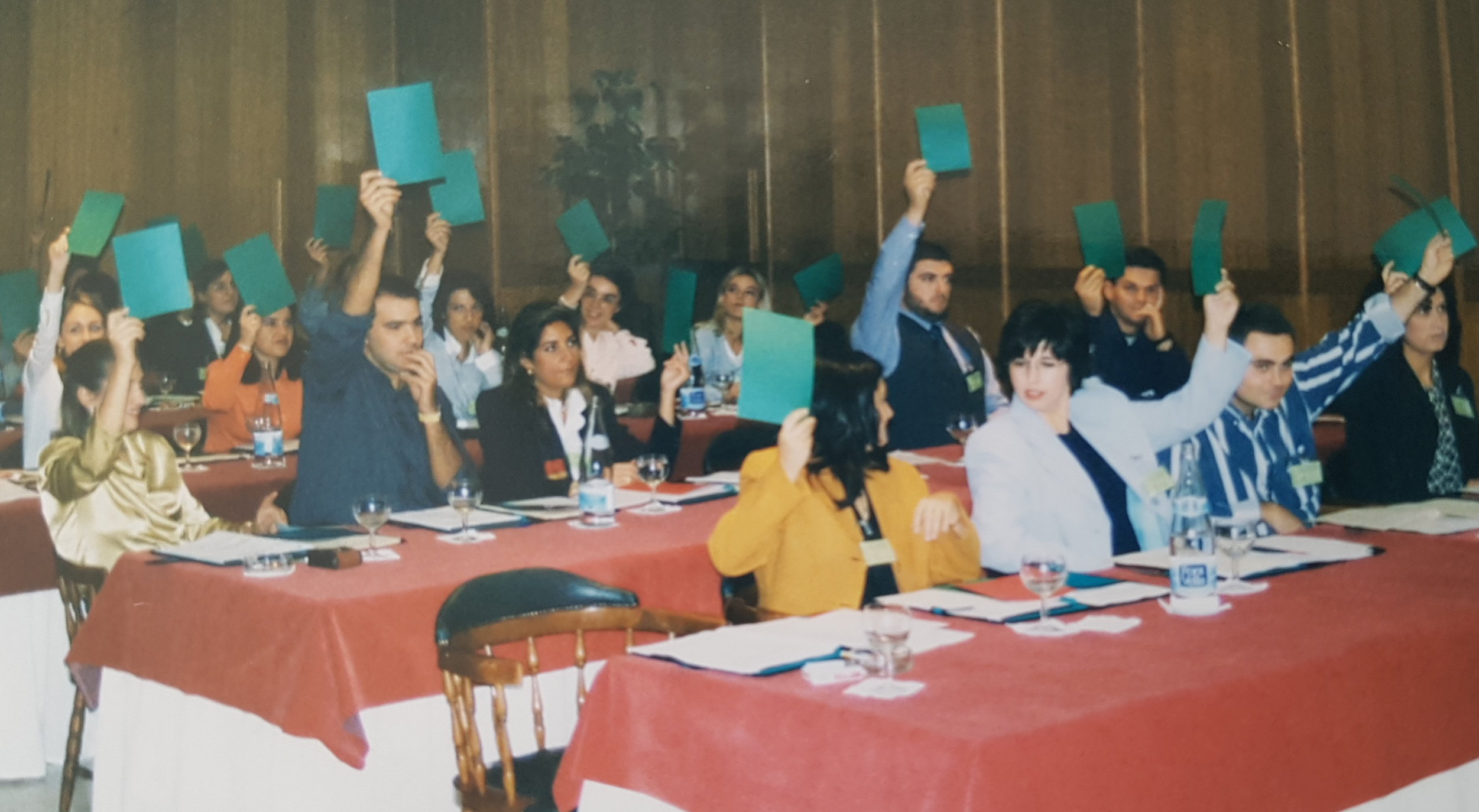
Congreso Constituyente de Fetico en los años 90

A principio de los años 90, Fetico contaba con 13 sedes en España y 13.369 afiliados. En esa década, el sindicato creó el Estatuto de Trabajadores Independientes de Cenesa, entrando así en el sector de la hostelería. En el año 1998 Fetico había conseguido representación en empresas como Cenesa, SIGLA, Continente o Jumbo, esto se vio reflejado en el aumento de delegados que ascendió de 175 a 1.528 en poco tiempo, así como de afiliados ya que en este año pasaron a ser 28.477 las personas que se encontraban afiliadas al sindicato.

En los primeros años del 2000, el sindicato siguió en aumento su presencia en el territorio nacional, pasando a contar con 2.720 delegados y 37.847 afiliados.[cita requerida]

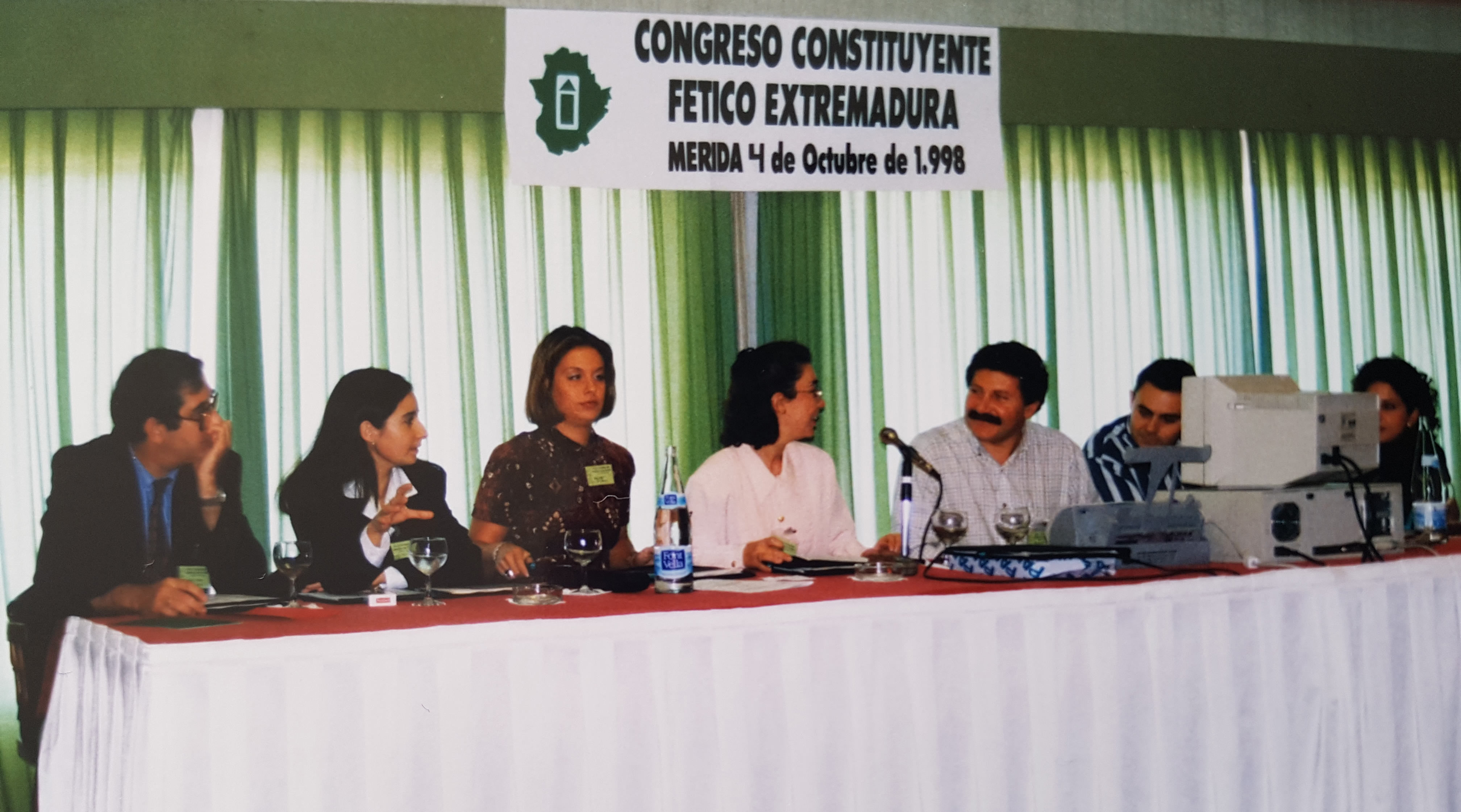
Congreso Constituyente de Fetico en 1998 en Extremadura

El congreso federal celebrado en el año 2012 dio lugar a una serie de modificaciones que se traduciría en una organización más eficiente y con mayor adaptación a las organizaciones de las que Fetico formaba parte. El Congreso llevó a cabo una serie de cambios y transformaciones que produjeron mejoras en los estatutos, como por ejemplo que la toma de decisiones del sindicato fuese mancomunada. En este congreso federal también se cambió el reparto en las cuotas sindicales, lo que permitió tener mucha más autonomía a las secciones sindicales de empresa.
En el primer trimestre del año 2014 el sindicato aprobó el Proyecto ALL-ECOM (Alianza sectorial para la mejora de las competencias en comercio electrónico) tanto en la gestión de proyectos como en la integración de redes de trabajo. A partir de esta aprobación comenzaron a trabajar en diferentes proyectos europeos como el Empower Teachers to Trigger Work-Based Learning, Marketing Digitally o el Project Enhancelobbying.
En el congreso federal de 2017, los estatutos de Fetico cambian, haciendo que el sindicato pase a ser un sindicato multisectorial. Con esta nueva perspectiva, en el mismo año, se integró en la red europea “Digital Skills and Jobs Coalition”.

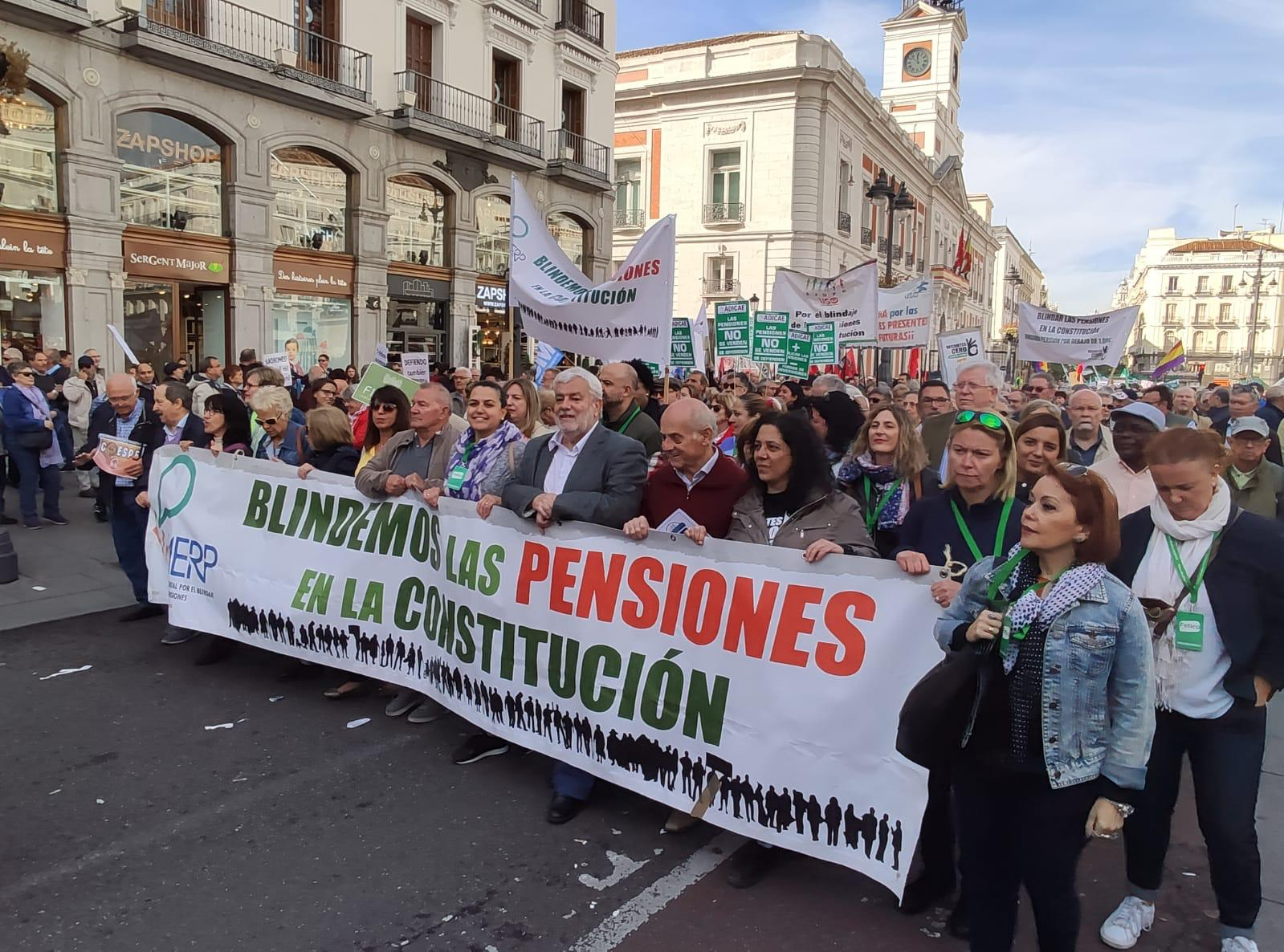
Manifestación por el blindaje de las pensiones

En junio de 2019, Fetico se ha adherido como uno de los sindicatos firmantes de la Plataforma Sindical Plural junto a USO, CSL, SATSE, ANPE, CCP y Gestha. En octubre de 2019, Fetico recibió la resolución del Ministerio de Trabajo, Migraciones y Seguridad Social, admitiendo el cambio de la nueva denominación del sindicato como Confederación Sindical Independiente Fetico, así como el depósito de los estatutos donde se recoge dicho cambio.
Durante 2020, Fetico realiza actividad a nivel institucional, colaborando en la redacción de la Guía de Buenas Prácticas dirigidas a la actividad comercial en establecimiento físico y no sedentario, en la que se garantiza la seguridad y salud de las personas trabajando en el sector comercio frente al Covid-19. También en este mismo año, Fetico realizó labores de defensa a los trabajadores en los ERTE y ERES por los que se vieron afectados (destaca el caso de Primark con 7000 trabajadores afectados).
En 2021, el sindicato sigue trabajando en las negociaciones para nuevos convenios en otras ramas como en grandes almacenes, pactando subidas salariales con las distintas patronales. La confederación sindical consigue también mayor importancia a través de su Agencia de Colocación de Empleo, siendo el único sindicato con este servicio reconocido por el SEPE a través de un acuerdo con Randstad, una de las grandes empresas de empleo en el mundo.
En junio de 2022 la Confederación Sindical Independiente Fetico celebró su X Congreso Confederal en el que se ha visto reflejado el apoyo mayoritario/unánime en la elección de la ejecutiva Confederal, con Antonio Pérez como secretario general, Charo Torres, Miguel Amaya y Chus Vázquez como vicesecretarios generales. Además de la elección de los órganos de gobierno de los sindicatos territoriales. Además, este evento contó con la presencia de la ministra de Igualdad del Gobierno de España Irene Montero, que fue galardonada con el premio Fetico Aequalitas; así como la ministra de Industria, Comercio y Turismo, Reyes Maroto. En este Congreso Federal se dieron también intervenciones y mesas de debate protagonizadas por Concepción Morales, Magistrada del Tribunal Superior de Justicia de Madrid; María Alcázar, Directora de Cooperación Internacional en Cruz Roja Española; Margarita Álvarez, fundadora de Working for Happiness y ex-presidenta del Instituto de Coca-Cola de la Felicidad; Juan Pablo Riesgo, ex secretario de Estado de Empleo del Ministerio de Empleo y Seguridad Social del Gobierno de España; Valeriano Gómez, exministro de Trabajo e Inmigración del Gobierno de España; e Iñigo Sagardoy, Presidente en Sagardoy Abogados.
En 2023, la Confederación Sindical Independiente Fetico logró, como sindicato mayoritario en la mesa de negociación, junto a otros sindicatos, firmar una subida salarial del 17% en 4 años, entre otras condiciones laborales, en el Convenio Colectivo de Grandes Almacenes.
Con motivo del Día Internacional de la Mujer, la Confederación Sindical Independiente Fetico entregó su premio Aequalitas a Cuca Gamarra, secretaria general del Partido Popular, portavoz en el Congreso y diputada.

### Secretarios generales a lo largo de la historia
A lo largo de su historia, Fetico ha tenido diferentes responsables que han estado en el cargo de secretario general. El primer secretario general fue uno de los fundadores, Antonio Ucero Alonso, al que le sucedieron Antonio Quintano Bocero, Inmaculada Gudín y José Escribano.
En la actualidad, el secretario general es Antonio Pérez, elegido el 27 de noviembre de 2017 por un mandato de 4 años, con el 97% de los votos a favor en voto secreto, siendo reelegido en el último Congreso Confederal celebrado el 14 de junio de 2022. El comité ejecutivo elegido también está formado por los vicesecretarios generales: Miguel Amaya, Charo Torres y Chus Vázquez. Que conforman un comité ejecutivo con poderes mancomunados, de tal manera que la toma de decisiones está íntimamente vinculada al aspecto puramente democrático
| Periodo         | Secretario general      |
| --------------- | ----------------------- |
| 1978-2001       | Antonio Ucero Alonso    |
| 2001-2007       | Antonio Quintano Bocero |
| 2007-2012       | Inmaculada Gudín        |
| 2012-2017       | José Escribano          |
| 2017-actualidad | Antonio Pérez           |

## Organización y responsabilidad social
Fetico se organiza, desde el punto de vista federal, a nivel provincial. Igualmente y de forma paralela se organiza en el plano sectorial, desde la sección sindical en la empresa hasta la federación estatal. 

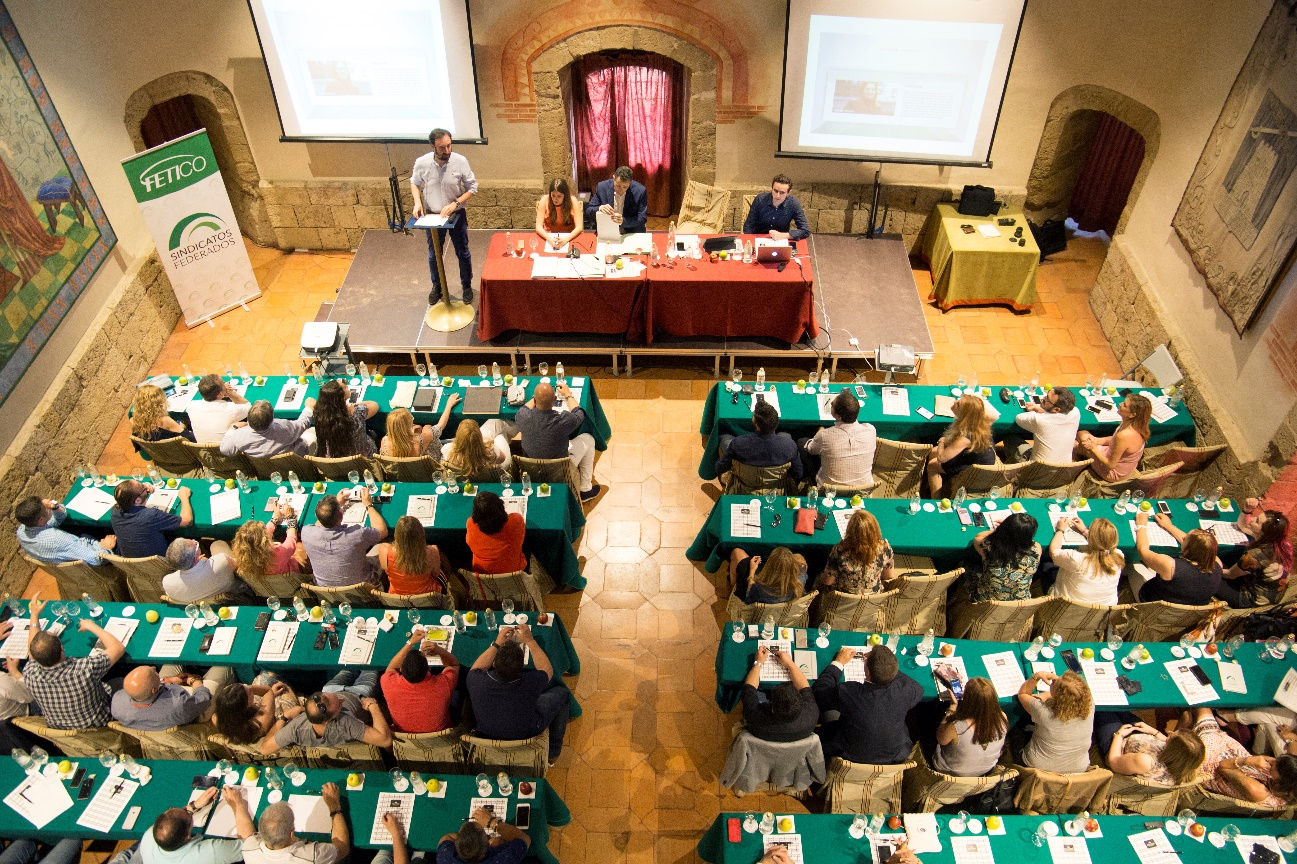
Congreso federal de 2016 de Asturias, Cantabria y Galicia

### Órganos de Gobierno
Los Órganos de Gobierno de la Federación son:
- El Congreso.
- El Comité Federal.
- El Comité Ejecutivo.
- El Comité de Organización y Función Social.

### Responsabilidad social
Fetico refleja su compromiso a través de unos códigos éticos en sus estatutos que rigen a la institución, entre sus reivindicaciones se encuentra la importancia de cumplir los Derechos Fundamentales y Libertades Públicas que aparecen en la Constitución Española.

En todo momento se guardará el debido respeto a la normativa que conforma el ordenamiento jurídico y en especial a los Derechos Fundamentales y Libertades Públicas, evitando toda actuación que pueda producir discriminación alguna por razón de nacimiento, origen racial o étnico, género, sexo, orientación sexual, religión o convicciones, opinión, discapacidad, edad o cualquier otra condición o circunstancia personal o social
Código Ético de Fetico en su Estatuto

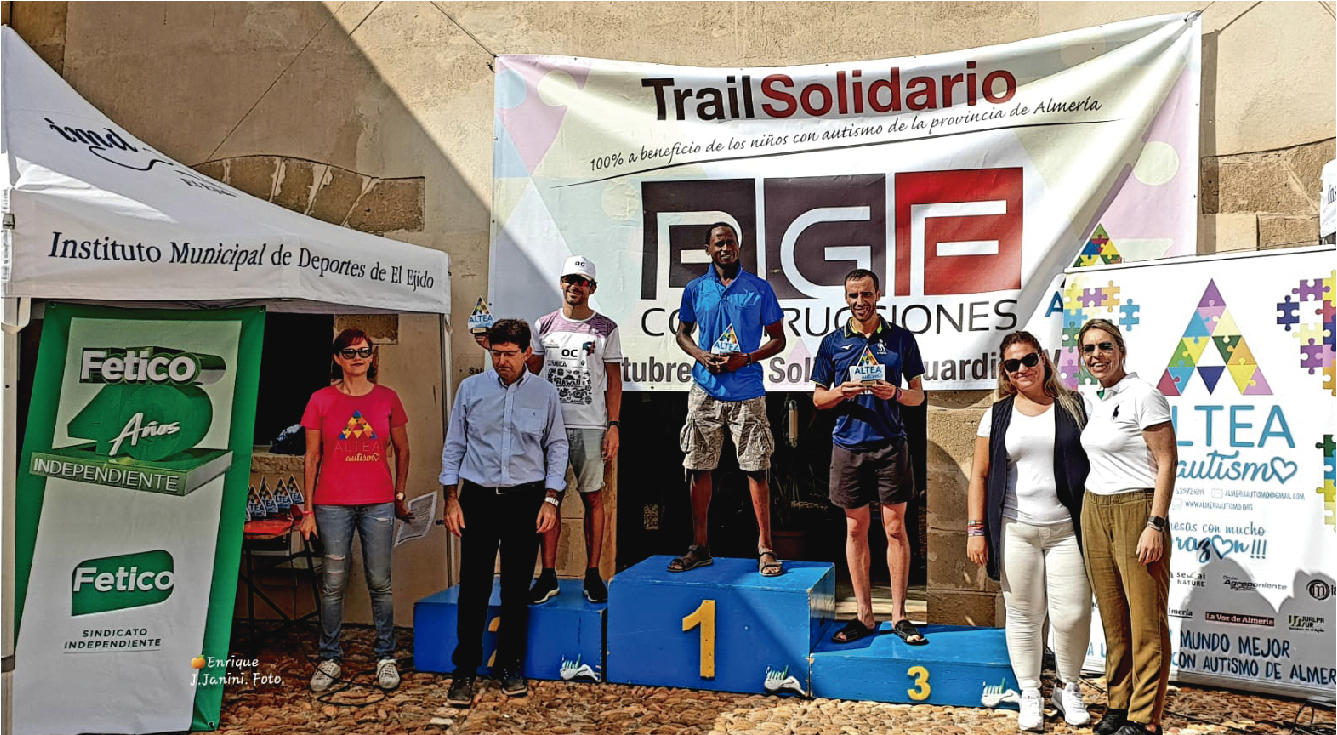
Trail Solidario patrocinado por Fetico en Altea-El Ejido.

Como sindicato, en sus bases demuestra un compromiso social al colaborar en diferentes causas sociales que pasan desde formar parte de la MERP (Mesa Estatal por el Blindaje Constitucional de las pensiones), a la venta de merchandising solidario u organización de carreras solidarias o patrocinio de conciertos benéficos.
En febrero de 2020, Fetico realiza junto al Centro Nacional de Investigaciones Oncológicas (CNIO) las jornadas STOP CÁNCER para apoyar la investigación contra esta enfermedad.

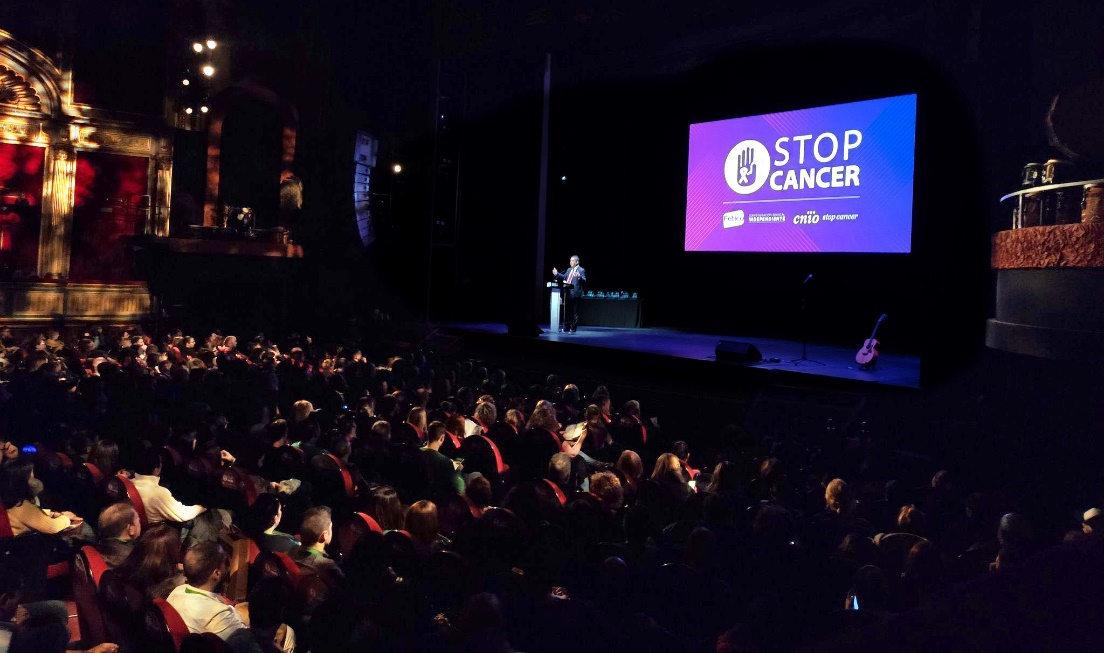
Evento Stop Cáncer de 2020

Fetico ha suscrito un convenio de colaboración a nivel nacional con Cruz Roja Española. Este convenio ha sido rubricado por el secretario general Antonio Pérez y el secretario general de Cruz Roja Española Leopoldo Pérez Suárez.
Este acuerdo establece las líneas generales de colaboración a desarrollar conjuntamente en ámbito de acción social, empleo, formación, igualdad, etc.

## Redes de trabajo
Fetico participa de forma activa en algunas redes de trabajo a nivel nacional e internacional para consolidar su compromiso con el acceso al trabajo, estas son las siguientes
- Digital Skills and Jobs Coalition: Esta coalición europea tiene por objetivo promover el desarrollo de las competencias tecnológicas en la sociedad[35]
- Alianza Europea para la Formación de Aprendices: Desde esta red de trabajo se promueve el aprendizaje en los centros de trabajo como método de combatir el desempleo juvenil. En ella que están presentes como miembros representantes de los gobiernos de los Estados miembros y principales partes interesadas (empresas, patronales, sindicatos, centros de formación profesional y servicios públicos de empleo). La adhesión se formalizó en febrero de 2020 en Bruselas en un acto organizado por la Comisión Europea.[36]
- Plataforma Sindical Plural: Se trata de una unión de fuerzas sindicales independientes con el objetivo de «democratizar el marco sindical y reformar las leyes estatuarias de los trabajadores».[37]
- Alianza FP Dual: es una red estatal de empresas, centros educativos, asociaciones e instituciones comprometidas con el desarrollo de la FP Dual en España.[38]
- Red Española de Empresas Saludables y de Seguridad y Salud en el Trabajo: esta red que se encuentra adherida a la Declaración de Luxemburgo tiene por compromiso integrar los principios básicos de la promoción de la salud en el trabajo.[39][40]
- Mesa por el Blindaje de las Pensiones (MERP): esta plataforma social, integrada por más de 300 organizaciones, busca la legislación constitucional sobre las pensiones.[41]

. 